# Улукхакток
Улукхакток (англ. Ulukhaktok) — поселення в адміністративному регіоні Інувік, Північно-західні території, Канада. До 1 квітня 2006 року було відоме як Голмен (англ. Holman).

## Географія
Поселення розташоване на західному узбережжі острова Вікторія.

### Клімат
Місто знаходиться у зоні, котра характеризується кліматом полярних пустель. Найтепліший місяць — липень із середньою температурою 9.1 °C (48.3 °F). Найхолодніший місяць — лютий, із середньою температурою -28.8 °С (-19.8 °F).
| Клімат Улукхактока      | Клімат Улукхактока | Клімат Улукхактока | Клімат Улукхактока | Клімат Улукхактока | Клімат Улукхактока | Клімат Улукхактока | Клімат Улукхактока | Клімат Улукхактока | Клімат Улукхактока | Клімат Улукхактока | Клімат Улукхактока | Клімат Улукхактока | Клімат Улукхактока |
| Показник                | Січ.               | Лют.               | Бер.               | Квіт.              | Трав.              | Черв.              | Лип.               | Серп.              | Вер.               | Жовт.              | Лист.              | Груд.              | Рік                |
| Абсолютний максимум, °C | −4                 | −6,5               | −5                 | 4,5                | 11,5               | 22,5               | 29                 | 23,5               | 15,8               | 5,9                | 1,1                | −3                 | 29                 |
| Середній максимум, °C   | −24,3              | −24,9              | −21,4              | −12,6              | −3,2               | 7,8                | 12,8               | 9,3                | 3,1                | −6,2               | −16,5              | −21,6              | −8,1               |
| Середня температура, °C | −28                | −28,8              | −25,6              | −17                | −6,6               | 4,6                | 9                  | 6,4                | 0,9                | −8,9               | −19,8              | −25,2              | −11,6              |
| Середній мінімум, °C    | −31,8              | −32,6              | −29,8              | −21,4              | −10                | 1,4                | 5,2                | 3,4                | −1,3               | −11,4              | −23,1              | −28,6              | −15                |
| Абсолютний мінімум, °C  | −47,5              | −49                | −45                | −42,1              | −26,5              | −12,5              | −3,5               | −5,5               | −15,5              | −36,8              | −37,5              | −42,8              | −49                |
| Норма опадів, мм        | 8.4                | 7.5                | 7.3                | 5.3                | 7.4                | 8                  | 22.4               | 32.2               | 19.8               | 17.1               | 11.5               | 8.5                | 155.3              |
| Днів з опадами          | 4,6                | 5,1                | 4,4                | 3,3                | 4,4                | 4,7                | 7,9                | 11                 | 9,7                | 9,7                | 7                  | 4,2                | 75,8               |
| Днів з дощем            | 0                  | 0                  | 0                  | 0                  | 0,6                | 3,9                | 7,8                | 10,5               | 6,3                | 0,4                | 0                  | 0                  | 29,4               |
| Днів зі снігом          | 4,5                | 5,1                | 4,4                | 3,3                | 3,9                | 1,2                | 0,2                | 1                  | 4                  | 9,5                | 7                  | 4,3                | 48,2               |
| ----------------------- | ------------------ | ------------------ | ------------------ | ------------------ | ------------------ | ------------------ | ------------------ | ------------------ | ------------------ | ------------------ | ------------------ | ------------------ | ------------------ |
| Джерело: Weatherbase    |                    |                    |                    |                    |                    |                    |                    |                    |                    |                    |                    |                    |                    |

## Історія
Перші поселенці прийшли на це місце і оселилися тут у 1937 році. Двома роками пізніше Компанія Гудзонової затоки перемістила сюди торговий пост з Вокер-Бей. В цей же час тут була заснована католицька місія.
Поселення було названо Голмен на честь Дж. Р. Голмена — члена експедиції Едуарда Августа Інгфільда 1853 року, спрямованої на пошуки полярного дослідника Джона Франкліна. У 2006 році село було перейменовано в Улукхакток, що означає «місце, де можна знайти частини улю» або «великий стрімчак, де ми збирали сировину для виготовлення улю». Насправді, великий стрімчак, що виходить до поселення, традиційно був джерелом природного шиферу і міді, які використовували для виготовлення ножів улю. Улукхакток — недавнє слово, так як на цьому місці ніколи не було постійного поселення до зведення торгового поста Компанії Гудзонової затоки. Проте, люди відвідували це місце і розбивали тут тимчасовий табір, щоб добути необхідну сировину.

## Населення
За даними перепису 2011 року населення поселення складає 402 людини. 90,0 % населення — інуїти; 7,5 % — некорінних народи Канади і 2,5 % — індіанці. Основні мови населення — діалект кангірьюарміутун, мови інувіалуктун і англійська. Уряд Північно-Західних територій заявляє про населенні 471 особу на 2012 рік; середньорічний приріст населення при цьому становить 1,5 % (за період з 2001 року).

## Економіка
Основними видами економічної діяльності населення є полювання та рибальство.